# Zonneroosjesfamilie
De zonneroosjesfamilie (Cistaceae) is een familie van kruidachtige planten en kleine struikjes tot redelijk forse struiken. De planten groeien vaak op zandige of kalkrijke bodems. De familie komt wereldwijd voor, met nadruk op gematigde of gematigd warme streken, speciaal rond de Middellandse Zeegebied. Veel soorten worden gebruikt als sierplant.
De familie telt minder dan tweehonderd soorten in minder dan een tiental genera. In België en Nederland komen twee geslachten voor met in totaal drie soorten: zonneroosje (Helianthemum) met het geel zonneroosje (Helianthemum nummularium) en het wit zonneroosje (Helianthemum apenninum) en Tuberaria met gevlekt zonneroosje (Tuberaria guttata). Daarbuiten komen in Europa ook nog voor:
- Ölands zonneroosje (Helianthemum oelandicum)

Van de overige geslachten is Cistus noemenswaardig met een anderhalf dozijn soorten, waarvan Wikipedia behandelt:
- Cistus ladanifer
- Cistus salviifolius
- Cistus albidus

In het Cronquist-systeem (1981) werd de familie in de orde Violales geplaatst. In het hier gehanteerde APG II-systeem (2003) wordt de familie geplaatst in de orde Malvales, in de eudicots, oftewel de 'nieuwe' Tweezaadlobbigen.